# Lucien Pommier
Lucien Pommier est un homme politique français né le 13 janvier 1928 à Lagraulière.
Il fut maire (PCF) de Vernon dans l'Eure de mars 1977 à mars 1980, et conseiller général.
Il dut démissionner pour raisons de santé .